# Bonnemaison
Bonnemaison è un comune francese di 384 abitanti situato nel dipartimento del Calvados nella regione della Normandia.

## Società

### Evoluzione demografica
Abitanti censiti